# 幽都府
幽都府，辽朝时设置的府。

## 沿革
会同元年（938年），升幽州為幽都府，建号南京，仍為盧龍軍節度使駐地，隸南京道，治所在蓟縣、幽都县（今北京城西南隅）。辖境相当今北京市、天津市海河以北及河北省南拒马河、大清河以北，遵化市、玉田县以西，紫荆关以东地区。幽都府領九縣：薊、幽都、昌平、良鄉、潞、安次、武清、永清、玉河。
應曆中（951年－969年），析置香河縣。應曆十三年（963年），改薊縣為薊北縣。开泰元年（1012年），去除軍額盧龍軍，並改幽都府为析津府，薊北縣為析津縣，幽都縣為宛平縣。

## 幽都尹
南京留守、盧龍軍節度使兼任
- 趙延壽（938年－944年）
- 劉晞（938年－944年）
- 趙延壽（947年－948年）
- 耶律牒蜡（948年－951年）
- 蕭海貞（951年）
- 耶律婁國（951年－952年）
- 蕭思溫（956年－961年）
- 高勳（961年－968年）
- 趙延祚
- 韓匡嗣（971年－979年）
- 韓德讓（979年）
- 耶律道隱（979年－982年）
- 耶律休哥（983年－998年）
- 耶律隆慶（998年－1012年）[2]